# Ramón Noguera Bahamonde
Ramón Noguera Bahamonde (Granada, Andalusia, 1851 - juliol de 1901) fou un músic i jurisconsult andalús. Era fill del distingit pintor Ginés Noguera, que fou durant molts anys director de l'Escola provincial de Belles Arts i mestre de bon nombre d'artistes de la regió granadina.
Per complaure als seus pares, Noguera Bahamonde va fer la carrera de Dret, amb gran aprofitament, i encara més tard, en virtut d'oposicions, aconseguí el Registre de la propietat d'Archidona, però des d'infant les seves aficions a la música el convertiren en un meravellós pianista per a repentitzar, no sols obres pianístiques, sinó partitures d'orquestra o banda. Deixeble del músic granadí Bernabé Ruíz de Henares, aprengué d'aquest no tan sols els més amagats problemes de la tècnica harmònica i contrapuntística, sinó la veneració dels clàssics, des de Bach a Beethoven, i els músics espanyols llavors encara poc coneguts com a Victoria, Morales, Guerrero, etc.
Produí belles obres musicals, algunes ignorades: altres, com els poemes simfònics La rendición de Granada i El suspiro del moro, que executà amb gran èxit la Societat de Concerts en les famoses festes musicals del palau de Carles V de Granada, i Los gnomos de la Alhambra, que l'orquestra simfònica dirigida per Goula, estrenà a Madrid amb un èxit extraordinari: bon nombre d'excel·lents obres religioses, i de clàssic estil espanyol, i un bell Andante elegiaco a la memòria d'Ángel Ganivet, per a orquestra, que formà part del programa de la sessió que se celebrà en el teatre d'Isabel la Catòlica de Granada, en honor de la memòria d'aquell insigne escriptor.

Els seus treballs de crítica musical, publicades en La Alhambra i El Defensor de Granada, revelen una gran erudició, exquisit talent i bon gust, i absolut domini de la tècnica musical. Entre altres escrits que mereixen un detingut estudi, figuren les Confesiones musicales, publicades en El Defensor (1897), i altres que s'inseriren en La Alhambra (1898), en totes elles combatent el sectarisme absolut i admiratiu vers Wagner, va predir el que va succeir després amb el modernisme; 
| « | Els apòstols de les escoles avançades no saben cap on es dirigeixen...> | » |

Una traïdora malaltia, amagada darrere el parany del que conceptuaven els seus amics com a rareses d'home d'enginy, tallà sobtadament la vida de l'il·lustre músic.
Ni Espanya, i més encara Granada, la seva pàtria, ha reconegut l'immens valor de Noguera Bahamonde com a músic inspirat i com a mestre savi i eminent, a pesar que els seus triomfs foren consolidats a Madrid per brillant èxit i pels elogis unànimes de la crítica.